# Sachin Tendulkar
Sachin Ramesh Tendulkar (Mumbai, 24. travnja 1973.) bivši je indijski međunarodni igrač kriketa i bivši kapetan indijske reprezentacije. Smatra se jednim od najvećih udarača u povijesti kriketa. On je najbolji strijelac svih vremena u međunarodnom kriketu. 
Tendulkar se počeo baviti kriketom od svoje jedanaeste godine, debitirajući 15. studenog 1989. protiv Pakistana u Karachiju kada mu je bilo šesnaest, te je nastavio predstavljati Mumbai u zemlji i Indiju u inozemstvu gotovo dvadeset i četiri godine. On je jedini igrač koji je postigao stotinu međunarodnih centurija, prvi udarač koji je postigao dvostruke centurije u ODI-jima, rekorder za najveći broj trčanja u testovima i ODI-ima i jedini igrač koji je postigao više od 30 000 trčanja u međunarodnom kriketu. Kolokvijalno je poznat kao „Little Master” ili „Master Blaster”. Godine 2001. Sachin Tendulkar postao je prvi čovjek koji je završio 10 000 ODI trčanja u svojih 259 nastupa. Godine 2002., na polovici njegove karijere, „Wisden Cricket Almanac” ga je svrstao na drugo mjesto među najboljim testnim udaračima svih vremena, iza Dona Bradmana, i kao drugog najvećeg ODI udarača svih vremena, iza Viva Richardsa. 
Kasnije u svojoj karijeri, Tendulkar je bio dio indijske momčadi koja je osvojila Svjetsko prvenstvo 2011., što je bila njegova prva pobjeda u šest nastupa za Indiju na Svjetskom prvenstvu. Prethodno je proglašen "igračem turnira" na turniru održanom u Južnoj Africi 2003. godine. 
Nekoliko sati nakon njegove posljednje utakmice 16. studenog 2013., Ured premijera objavio je odluku da mu se dodijeli „Bharat Ratna”, najviša indijska civilna „nagrada”. Najmlađi je dobitnik dosad i prvi sportaš koji je dobio nagradu. Godine 2010., časopis „Time” uključio je Sachina u svoju godišnju listu „Time 100” kao jednog od "najutjecajnijih ljudi na svijetu". Tendulkar je odigrao ukupno 664 međunarodne kriket utakmice, postigavši 34,357 trčanja.
Godine 2019. Tendulkar je primljen u ICC Kuću slavnih kriketa.